# Paul Stauffer
Paul Friedrich Stauffer (* 7. April 1930 in Basel; † 18. Oktober 2008 in Bern) war ein Schweizer Diplomat und Historiker.

## Leben
Er promovierte 1959 bei Edgar Bonjour an der Universität Basel mit einer Dissertation über den Schweizer Geschichtsschreiber Johannes von Müller.
Er trat 1960 in den auswärtigen Dienst. Vom 10. Juli 1978 bis zum 30. Mai 1981 war er Botschafter in Karatschi, Pakistan. Am 16. März 1981 wurde er vom Bundesrat zum Botschafter im Iran bestimmt. Vom 1. November 1981 bis zum 31. Dezember 1983 war er Botschafter in Teheran.
Am 6. Juli 1983 wurde er vom Bundesrat zum Botschafter in Polen bestimmt. Vom 1. Januar 1984 bis zum 31. Mai 1989 war er Schweizer Botschafter in Warschau. Dort forschte er in polnischen Archiven zur Geschichte des Freistaates Danzig in den 1930er Jahren, v. a. zur Rolle des Völkerbundrepräsentanten Carl Jacob Burckhardt, die jener in dem 1960 erschienenen Buch Meine Danziger Mission beschrieben hatte. Stauffer bezweifelte in seinem 1991 erschienenen Buch die Authentizität und Zuverlässigkeit einiger Angaben und Darstellungen Burckhardts. Dies führte zu Auseinandersetzungen, u. a. mit der Publizistin Marion Gräfin Dönhoff in der Stauffer-Dönhoff-Kontroverse.

## Werke (Auswahl)
- Die Idee des europäischen Gleichgewichts im politischen Denken Johannes von Müllers, Basel 1960 (Dissertation)
- Carl Jakob Burckhardt, Zwischen Hofmannsthal und Hitler, Facetten einer außergewöhnlichen Existenz, Zürich 1991
- Sechs furchtbare Jahre… Auf den Spuren Carl Jakob Burckhardts durch den Zweiten Weltkrieg, Zürich 1998